# Coronaster eclipes
Coronaster eclipes is een zeester uit de familie Asteriidae.
De wetenschappelijke naam van de soort werd in 1925 gepubliceerd door Walter Kenrick Fisher.